# 美国工程学界三大奖
美国工程学界三大奖，是指美国工程学界最为声名卓著的三个奖项，由美国国家工程学院颁发，分别为
：
- 拉斯奖（Russ Prize）
- 哥登奖（Gordon Prize）
- 查尔斯·斯塔克·德拉普尔奖（Charles Stark Draper Prize）

## 简介
三大奖中，德拉普尔奖和拉斯奖有“工程学界的诺贝尔奖”（"Nobel Prizes of Engineering"）之称。二年颁发一次。
德拉普尔奖首届于1989年颁发，授予集成电路先驱杰克·基尔比（Jack S. Kilby）和罗伯特·诺伊斯（Robert N. Noyce）。获奖理由为：发明集成电路（for their independent development of the monolithic integrated circuit）。德拉普尔奖侧重于电子信息工程学领域，每届奖金高达50万美元。
拉斯奖首届于2001年颁发，授予心脏起搏器先驱恩尔·E·巴克恩（Earl E. Bakken）和威尔森·葛瑞特巴赫（Wilson Greatbatch）。他们的获奖理由是：他们对心脏起搏器的独立发展（for their independent development of the implantable cardiac pacemaker）。拉斯奖侧重于生物医学工程，每届奖金高达50万美元。
哥登奖首届颁发于2002年。该奖侧重于工程教育合作领域。每届奖金亦高达50万美元。

## 华人得主
至今有二位华人获得此三大奖中的两项。这二位华人分别是光纤之父高锟（1999年合得德拉普尔奖）和生物力学之父冯元桢（2007年独得拉斯奖）。其中高锟最近摘得2009年度诺贝尔物理学奖。
- 1999年：高锟（Charles K. Kao），罗伯特·D·毛拉尔（Robert D. Maurer），和约翰·B·麦克彻斯尼（John B. MacChesney） 
  - 获奖理由：发展光导纤维（for the development of fiber optics）。
- 2007年：冯元桢（Yuan-Cheng "Bert" Fung），
  - 获奖理由：对人体组织的力学和功能模拟和描述，导向机体损伤的防护与减轻（for the characterization and modeling of human tissue mechanics and function leading to prevention and mitigation of trauma）。